# Pleurothecium magnum
Pleurothecium magnum är en svampart som beskrevs av Subram. & Bhat 1989. Pleurothecium magnum ingår i släktet Pleurothecium, ordningen Sordariales, klassen Sordariomycetes, divisionen sporsäcksvampar och riket svampar.   Inga underarter finns listade i Catalogue of Life.